# Amédée de Beauplan
Pour les articles homonymes, voir Rousseau et Beauplan.

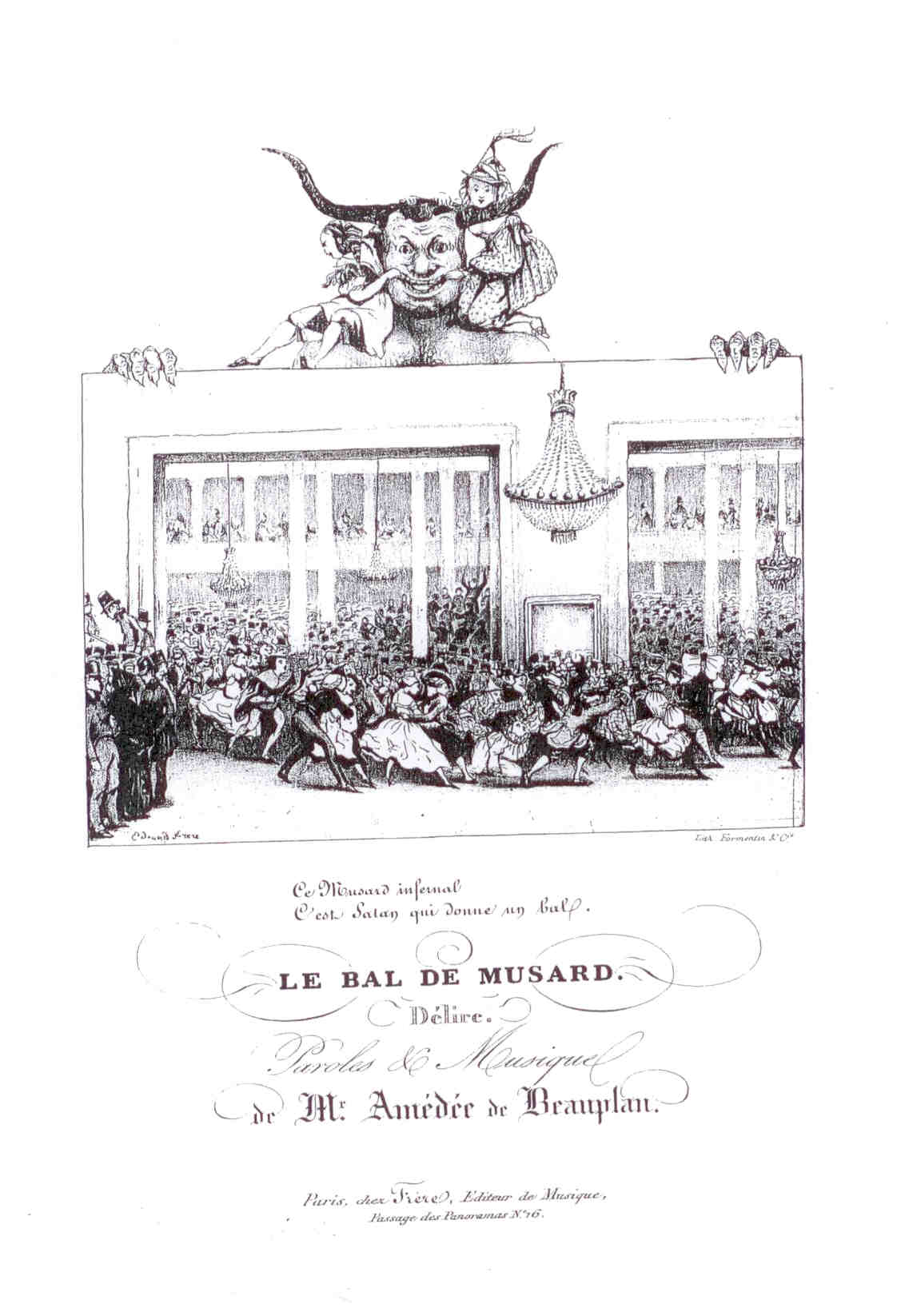
Le Bal de Musard, partition

Amédée Rousseau, dit Amédée de Beauplan, né le 10 juillet 1790 à Versailles et mort le 24 décembre 1853 à Paris, est un auteur dramatique, compositeur et peintre français.

## Biographie
Il composa des chansons à succès, dont Le Pardon et Dormez, mes chères amours, et la célèbre Leçon de valse du petit François (1834) reprise au cabaret pendant plus d'un siècle (notamment par George Chepfer), et deux opéras-comiques : L'Amazone, d'après Scribe, Delestre-Poirson et Mélesville (1830) et Le Mari au bal (1845). Il est également l'auteur de plusieurs vaudevilles, romans, fables et peignit quelques tableaux entre 1833 et 1842.
Une grande partie de sa famille (dont son père), proche de l'entourage de la reine Marie-Antoinette, fut exécutée durant la Révolution française. Il est le père d'Arthur de Beauplan (1823-1890), également auteur dramatique.

## Sources
- Joël-Marie Fauquet, « Amédée de Beauplan », Dictionnaire de la musique en France au XIXe siècle, Paris, Fayard,‎ 2003 (ISBN 978-2-21359-316-6, lire en ligne, consulté le 18 juin 2020).